# Прапор Глушковецького
Прапор Глушковецького — офіційний символ села Глушковецьке Ярмолинецького району Хмельницької області, затверджений 2 липня 2018р. рішенням №12 сесії сільської ради. Автори - П.Б.Войталюк, К.М.Богатов, В.М.Напиткін.

## Опис
Квадратне полотнище поділене від верхнього древкового кута нисхідною діагоналлю. На верхній зеленій частині три жовтих сливи, дві і одна, на нижній червоній золотий плуг.